# Carl Menger
Carl Menger von Wolfensgrün (23. únor 1840 – 26. únor 1921) byl rakouský ekonom, jeden z hlavních představitelů tzv. marginalistické revoluce v ekonomii a zakladatel rakouské ekonomické školy.

## Život

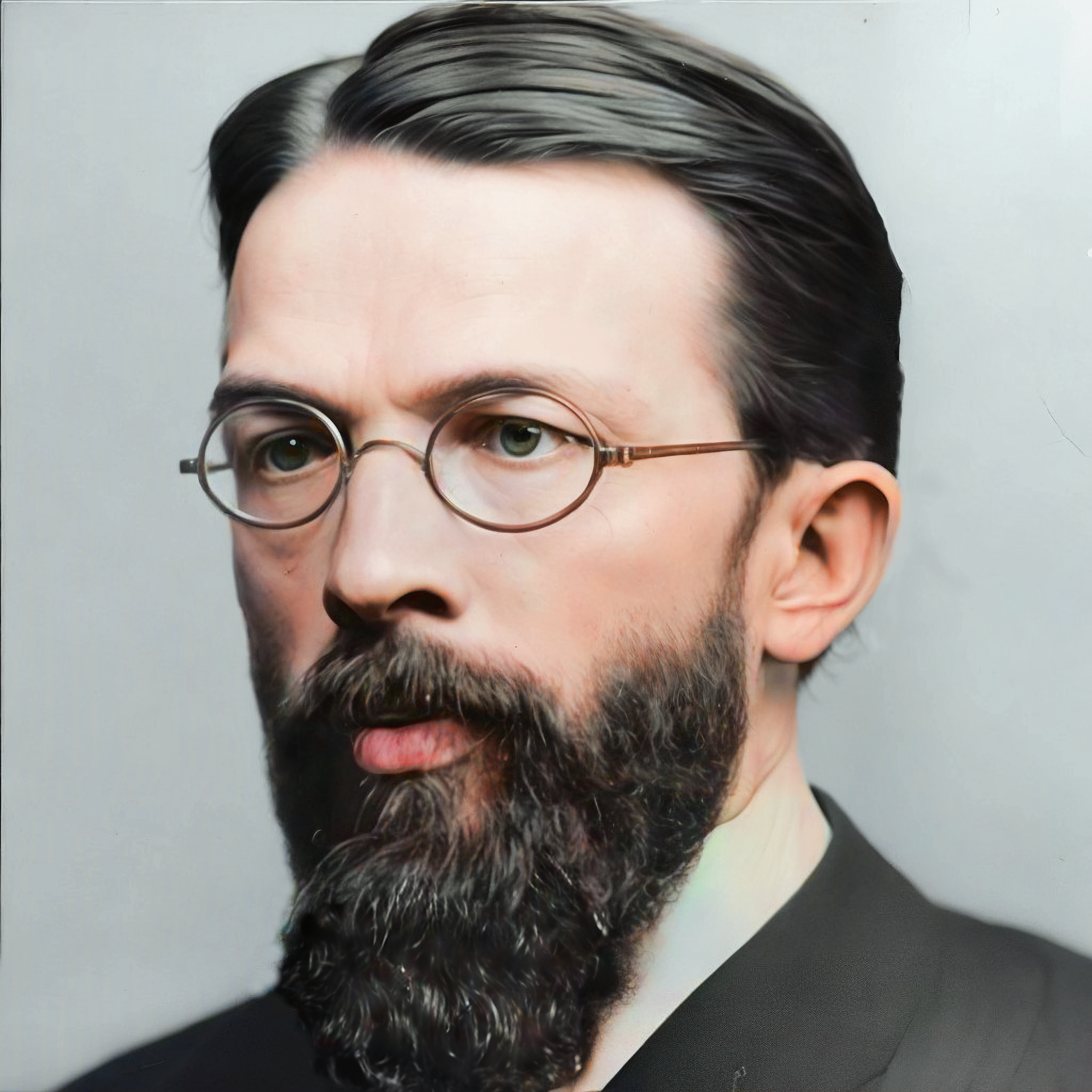
Carl Menger

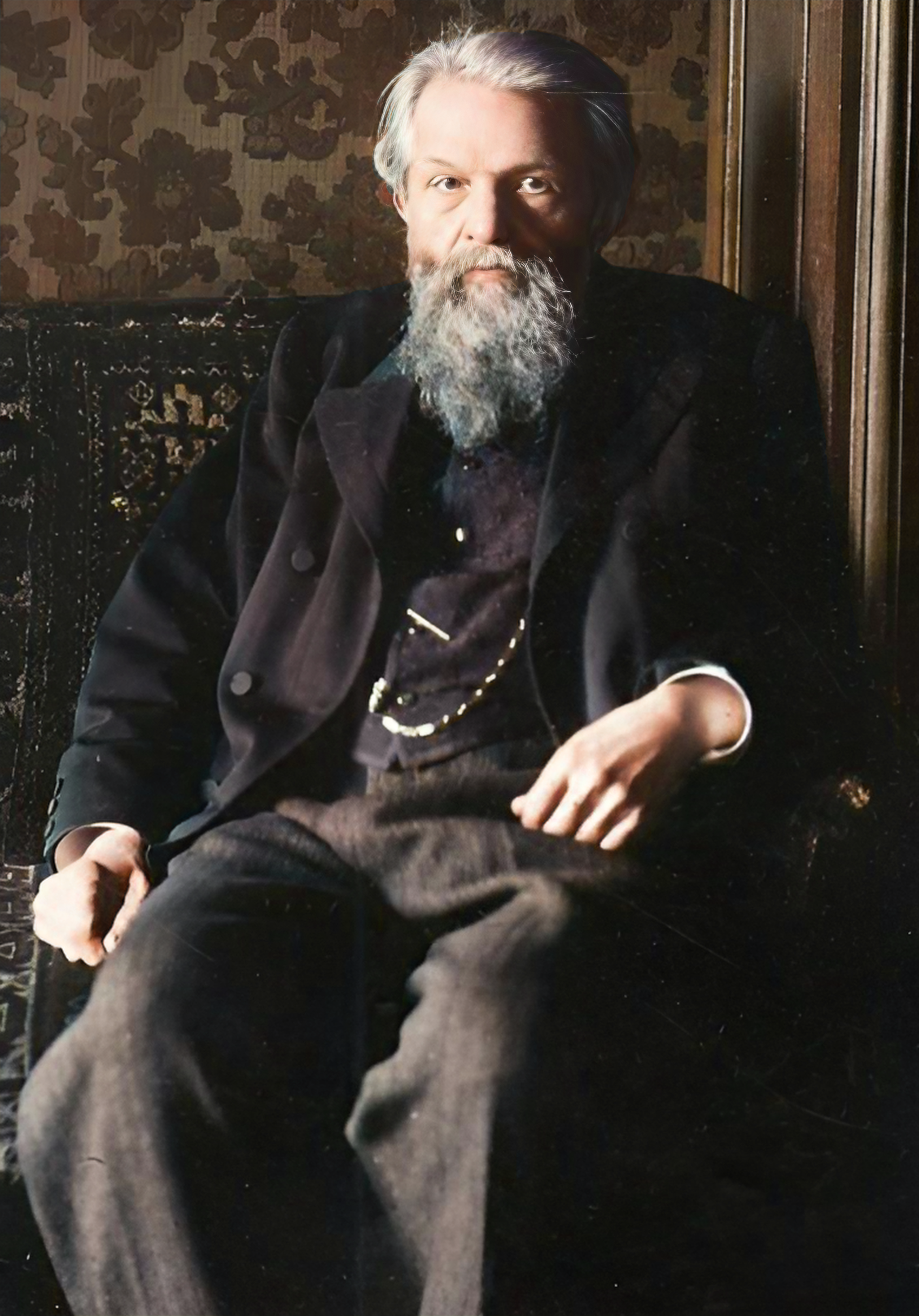
Old Carl Menger

Byl synem Antona Mengera, jehož rod byl od 17. století v Chebu a matky Karolíny, dcery obchodníka Josefa Jeřábka z Vysokého Mýta.
Byl profesorem ekonomie na Vídeňské univerzitě, kde jeho přednášky navštěvoval i mladý Tomáš Masaryk. Spolu s W. S. Jevonsem a L. Walrasem patří k prvním autorům teorie ceny a hodnoty založené na mezním užitku. Jeho přístup k meznímu užitku lze ještě hodnotit jako kardinalistický. Mýtem je snaha o integraci psychologie do ekonomie, kterou rakouští ekonomové nikdy nedělali. Byl hluboce přesvědčen o možnosti z introspektivního zkoumání individua odvodit principy platné pro celou společnost.
Statky rozlišil na statky prvního řádu, oceňované racionálním subjektem podle principů mezního užitku, a statky dalších řádů, na než je nutno "imputovat" hodnotu statků prvního řádu, jejichž tvorby se účastní. O řešení tohoto problému se pokusil jeho pokračovatel Eugen von Böhm-Bawerk a Friedrich von Wieser.
Při výkladu tržních cen vycházel z jejich tvorby na úrovni monopolu, který považoval za historicky výchozí, konkurence byla až výsledkem hospodářského vývoje. Byl iniciátorem prvního sporu o metodu, do kterého vstoupil s Gustavem von Schmollerem. Kritizoval historickou metodu a obhajoval abstraktně deduktivní metodu založenou na introspekci, která jedině byla podle jeho názoru schopna vést k vybudování ekonomické teorie.

## Hlavní práce

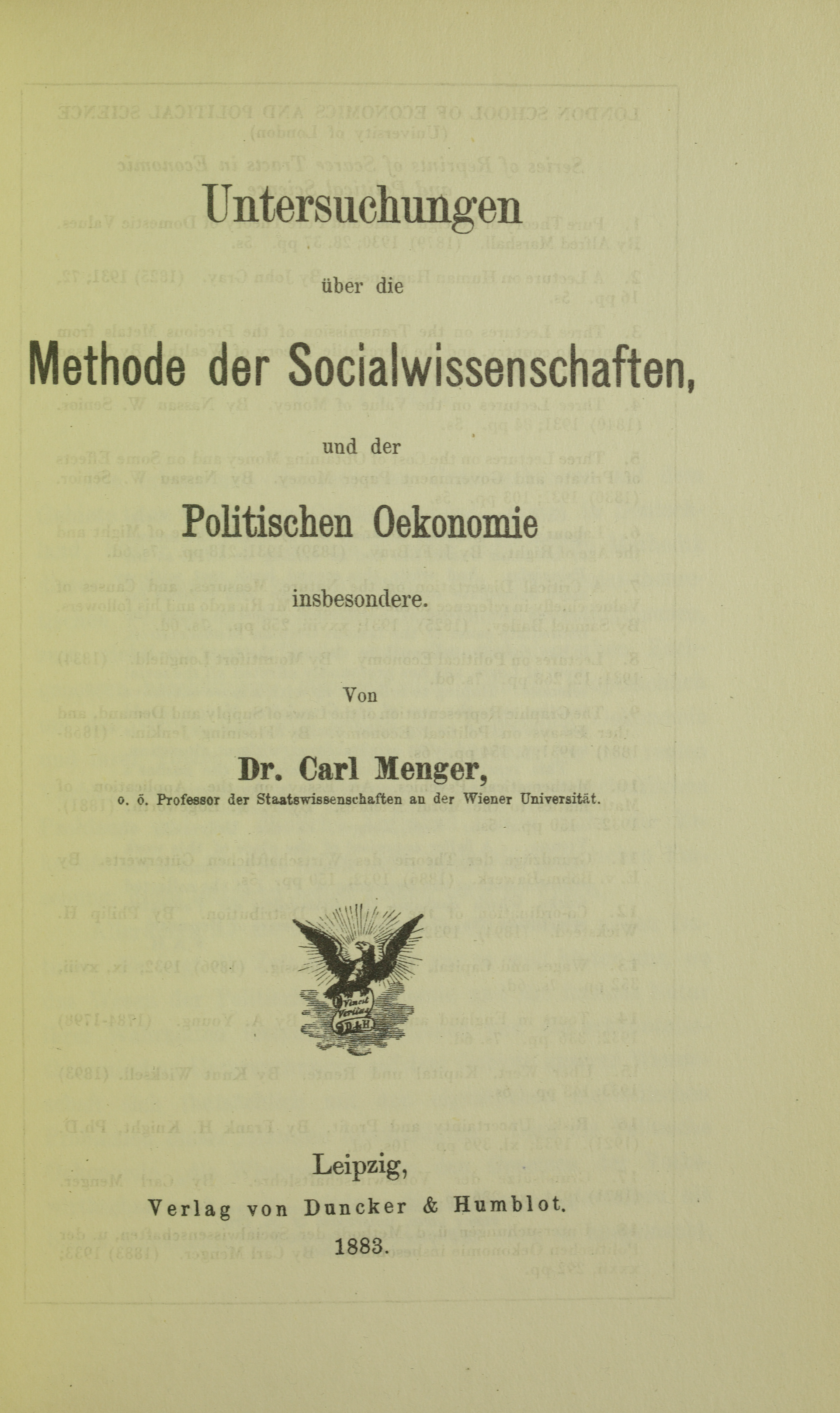
Untersuchungen über das Methode der socialwissenschaften und der politischen Ökonomie insbesondere, 1933

- Grundsätze der Volkswirtschaftslehre (Zásady národohospodářské nauky, 1871)

## Příbuzní
Jeho syn Karl Menger byl významným matematikem.